# NGC 5355
NGC 5355 é uma galáxia lenticular (S0) localizada na direcção da constelação de Canes Venatici. Possui uma declinação de +40° 20' 20" e uma ascensão recta de 13 horas, 53 minutos e 45,5 segundos.
A galáxia NGC 5355 foi descoberta em 14 de Janeiro de 1788 por William Herschel.